# Ornithocarpa fimbriata
Ornithocarpa fimbriata ist eine von lediglich zwei mexikanischen Pflanzenarten der Gattung Ornithocarpa in der Familie der Kreuzblütengewächse (Brassicaceae).

## Beschreibung
Ornithocarpa fimbriata ist eine einjährige, krautige, unbehaarte Pflanze mit einer Wuchshöhe von 60 bis 90 Zentimeter, die in aquatischen Lebensräumen mit seichten Wasserbereichen anzutreffen ist. Der einfache oder fast einfache Stängel trägt fiederteilig zusammengesetzte Laubblätter mit stark gezähnten bis gespaltenen Fiedern.
Die weißen, zwittrigen, vierzähligen Blüten stehen in verlängerten, traubigen, 10 bis 30 Zentimeter langen  Blütenständen. Der Griffel ist 6 Millimeter lang; der zweikammerige Fruchtknoten und die mit einem langen, hornähnlichen Fortsatz versehenen Schötchen sind unbehaart.

## Systematik
Ornithocarpa fimbriata wurde 1905 von Joseph Nelson Rose in Studies of Mexican and Central American Plants – No. 4 erstbeschrieben. Der der Beschreibung zugrunde liegende Holotypus wurde am 19. August 1902 durch Cyrus Guernsey Pringle östlich von Guadalajara im mexikanischen Bundesstaat  Jalisco gesammelt. Ornithocarpa fimbriata wird in der Gattung Ornithocarpa und der Tribus Cardamineae innerhalb der Familie der Kreuzblütengewächse (Brassicaceae) geführt.